# Hungria na Universíada de Verão de 2021
A Hungria participou da Universíada de Verão de 2021, que aconteceu em Chengdu, na China, entre 28 de julho e 8 de agosto de 2023.
Foram 113 atletas — 59 masculinos e 54 femininos — em 12 modalidades olímpicas.

## Competidores
Estas foram as modalidades e atletas que disputaram a edição:
| Esporte           | Masculino | Feminino | Total |
| ----------------- | --------- | -------- | ----- |
| Atletismo         | 13        | 11       | 24    |
| Basquetebol       | 0         | 12       | 12    |
| Esgrima           | 12        | 8        | 20    |
| Ginástica rítmica | 0         | 1        | 1     |
| Judo              | 5         | 2        | 7     |
| Natação           | 0         | 7        | 7     |
| Polo aquático     | 13        | 0        | 13    |
| Remo              | 7         | 3        | 10    |
| Taekwondo         | 0         | 2        | 2     |
| Tiro              | 4         | 8        | 12    |
| Tiro com arco     | 1         | 0        | 1     |
| Tênis de mesa     | 4         | 0        | 4     |
| Total             | 59        | 54       | 113   |

## Medalhas

### Medalhistas
Estes foram os medalhistas desta edição:
| Márton Mizsei Bendegúz Kevi Zsombor Szeghalmi Benedek Baksa Botond Bóbis György Ágh Döme Dala | Máté Aranyi Balázs Nyíri Bendegúz Ekler Péter Sugár Benedek Batizi Benedek Danka |

| Gitta Bajos Eszter Dénes | Dorina Lovász |

| Jázmin Tóth Eszter Muhari | Edina Kardos Tamara Gnám |

| Bence Szabó | Kálmán Furkó |

### Por modalidade
Estas foram as medalhas por modalidade nesta edição:
| Esporte           | Medalha de ouro | Medalha de prata | Medalha de bronze | Total de medalhas |
| ----------------- | --------------- | ---------------- | ----------------- | ----------------- |
| Ginástica rítmica | 2               | 0                | 0                 | 2                 |
| Judo              | 1               | 0                | 1                 | 2                 |
| Natação           | 0               | 3                | 1                 | 4                 |
| Tiro              | 0               | 3                | 0                 | 3                 |
| Esgrima           | 0               | 1                | 1                 | 2                 |
| Polo aquático     | 0               | 1                | 0                 | 1                 |
| Atletismo         | 0               | 0                | 2                 | 2                 |
| Remo              | 0               | 0                | 1                 | 1                 |
| Total             | 3               | 8                | 6                 | 17                |